# Pachybrachis notatus
Pachybrachis notatus är en skalbaggsart som beskrevs av Bowditch 1910. Pachybrachis notatus ingår i släktet Pachybrachis och familjen bladbaggar. Inga underarter finns listade i Catalogue of Life.